# 餓狼伝説 (パチスロ)
『餓狼伝説』（がろうでんせつ）は、2006年にSNKプレイモアが販売した5号機のパチスロ機。同社が制作した対戦型格闘ゲーム『餓狼伝説』とのタイアップ機。2008年には第2弾『餓狼伝説Special』が発売されている。

## 概要
- ボーナスは赤7、白7、青7の3種類のビッグボーナスがあり、それぞれにスーパーとノーマルの2種類がある。3種類のボーナスは払い出し枚数に差があり、赤＞白＞青の順となる[3][4]。スーパーとノーマルの違いはスーパーではボーナス中は15枚役の三択ベルが告知されるのと、終了後には餓狼チャンスというATに必ず突入するというところにある。
- 通常時には全ての小役で重複当選のチャンスがある。また、設定差が設けられているのは単独当選だけである。
- 餓狼チャンス (GC) は通常時5枚役の三択ベルが一定回数告知されるATである。この機能によってコイン持ちが格段に向上する。告知の回数は5回きざみで25回とエンドレスがあり、5回毎に終了しすぐに継続する。エンドレスは次回ボーナス当選までの間GCが継続し、ボーナス当選で終了する。GC抽選状態は低確状態（リセット後を含む通常時）、高確状態（GC及び格闘演出時を除くボーナス後50G間）、GC中、格闘演出中の4種類がある。
- その他のGCへの突入契機は以下の通り。
  - 格闘演出に勝利
  - ボーナス中の抽選（三択ベル当選、純ハズレ）に当選
  - リプレイ3連時の抽選
  - リプレイ4連時（ボーナスとの抽選）
  - ボーナス間の一定ゲーム数はまり（天井AT）
- 格闘演出は、主人公（テリー、アンディ、ジョー）の宿敵との格闘が繰り広げられる。その間、「攻」「守」「技」の三択によって相手にダメージを与えたり与えられたりしながら勝利を目指す。多くは宿敵ギースとの格闘となるが、ギースの部下ビリーが相手だと勝利の確率が高くなる。勝利すると餓狼チャンスかボーナスとなる。
- 本シリーズでメインキャラクターとして登場するアリス・ガーネット・ナカタ（中田）は、元々は『餓狼伝説3』の没キャラクターであるアリス・クライスラーが原型となっており、シリーズに何度か登場していたサブキャラクター。キムの弟子かつテリーのファンであるため、テリーに似た格好をしている。当初は単にアリスとして登場していたが、後に新たなフルネームおよび「祖父がアメリカ人の日系3世」という設定が追加された。